# Blackbolbus taurus
Blackbolbus taurus es una especie de coleóptero de la familia Geotrupidae.

## Distribución geográfica
Habita en Australia.